# Heteroscodra maculata
Heteroscodra maculata é uma espécie de aranha pertencente à família Theraphosidae (tarântulas).

## Características

### Comportamento
Agressiva, ágil e com veneno ativo inofensivo ao homem sadio

### Tempo de Vida
Fêmea = aproximadamente 15 anos

### Tamanho
até 18 cm

### Habitat
Arborícola
Umidade = 70-75%
Temperatura = 24- 28 °C

## Outros
Lista das espécies de Theraphosidae (Lista completa das Tarântulas.)